# کالین کلایو
کالین کلایو (انگلیسی: Colin Clive؛ ۲۰ ژانویهٔ ۱۹۰۰ – ۲۵ ژوئن ۱۹۳۷) هنرپیشه اهل بریتانیا بود. از فیلم‌هایی که وی در آن نقش داشته است می‌توان به فرانکنشتاین، عروس فرانکنشتاین و تاریخ شب‌ها ساخته می‌شود اشاره کرد.